# 莺科
莺科（学名：Sylviidae）是鸟类DNA分类系统和鸟类全基因组测序分类系统中鸟纲雀形目的一个科。鶯科有2屬（林莺属及白喉林莺属）32種。在鸟类传统分类系统中，莺科的所有种作为鹟科下的一个亚科莺亚科(Sylviinae)的成员。莺科鸟类分布在欧洲、亚洲和非洲的一小部分，大多为候鸟。

## 分类

### 沿革
其他一些传统上属于本属的鸟类，被归入其他一些科。主要包括：
以下属归入画眉科(Timaliidae)：
- 大草莺属 Graminicola

以下属归入苇莺科(Acrocephalidae)：
- 苇莺属 Acrocephalus：约35种；
- 篱莺属 Hippolais：8种；
- Chloropeta

以下属归入蝗莺科(Megaluridae)：
- 短翅莺属 Bradypterus：20多种；
- 蝗莺属 Locustella：9种；
- 大尾莺属 Megalurus：5种。

以下属归入树莺科(Cettiidae)：
- Pholidornis
- Hylia
- Abroscopus
- Erythrocercus
- Urosphena
- 地莺属 Tesia
- 树莺属 Cettia：约15种；
- 宽嘴鶲莺属 Tickellia
- 雀莺属 Leptopoecile

以下两属归入柳莺科(Phylloscopidae)：
- 柳莺属 Phylloscopus
- 鶲莺属 Seicercus

1. ↑  International Ornithologists' Union. Gill, Frank; Donsker, David; Rasmussen, Pamela , 编. .   [2022-08-17] （英语）.